# 吉住秀和
吉住 秀和（よしずみ ひでかず、1952年12月12日 - ）は、元・札幌テレビ放送(STV)の男性アナウンサーである。

## 略歴
- 東京都北区出身。1976年成城大学文芸学部卒業後、同社にアナウンサーとして入社（同期は林美香子、横田幸子、橋本登代子、大谷知子、加藤恵子）。
- 1981年 笹原嘉弘より『ズームイン!!朝!』の北海道担当キャスターを受け継ぐ。（～1984年）
- 1988年　報道局に異動。
- 1990年　営業局に異動。旭川放送局、東京支社勤務を経て、1998年には、メディア事業局に異動。部長職となる。札幌メディアパーク・スピカを立ち上げるプロジェクトに参加。
- 2000年　『熊川哲也プロデュースK-BALLETバレエ札幌公演』のプロデューサーを務め、3日間公演のチケットを即日完売させる。
- 2001年　退職。個人事務所である『B-UP OFFICE（ビーアップオフィス）』を立ち上げ、各種講座の講師やコンサルタント業務を行っている。

## 人物・エピソード
- かつては札幌競馬場の場内実況もSTVのアナウンサーが担当していたが、その末期を担当していた。
- 報道局勤務時代に十勝岳噴火の瞬間を暗視カメラで撮影に成功している。
- 東京支社営業部では、ローカル民放初の全国ネットゴールデンタイムドラマのセールスにも成功している。
- アナウンサー時代から全日空オープンゴルフトーナメント（現・ANAオープンゴルフトーナメント）に携わっている。そのために営業時代には全国セールスの担当もしており、ANAとは現在も関係が深いという。
- 『ズームイン!!朝!』を担当していたこともあり、徳光和夫を迎えた就職セミナーイベントをプロデュースしている。

## 過去の担当番組
- ズームイン!!朝!
- ドライビングパートナー・STVホットライン
- 全日空オープンゴルフトーナメント（現・ANAオープンゴルフトーナメント）